# Darian Townsend
Darian Townsend (Pinetown, 28 agosto 1984) è un nuotatore statunitense.
Con la nazionale del Sudafrica ha vinto la medaglia d'oro ai Giochi olimpici di Atene 2004 nella staffetta 4x100 m stile libero.

## Palmarès
- Olimpiadi

Atene 2004: oro nella 4x100m sl.
- Mondiali in vasca corta

Doha 2014: oro nella 4x200m sl e nella 4x50m sl mista, argento nella 4x50m sl e nella 4x100m misti e bronzo nella 4x100m sl.
- Giochi del Commonwealth

Delhi 2010: bronzo nella 4x100m sl e nella 4x200m sl.
- Giochi Panafricani

Algeri 2007: oro nella 4x100m misti e bronzo nei 200m misti.
Maputo 2011: oro nella 4x100m sl, nella 4x200m sl e nella 4x100m misti, argento nei 200m sl e nei 200m misti.
- Giochi panamericani

Toronto 2015: argento nella 4x200m sl e bronzo nella 4x100m sl.